# Districte de Thann
El Districte de Thann és un dels sis amb què es divideix el departament francès de l'Alt Rin, a la regió del Gran Est. Té 4 cantons i 52 municipis. El cap del districte és la sotsprefectura de Thann.

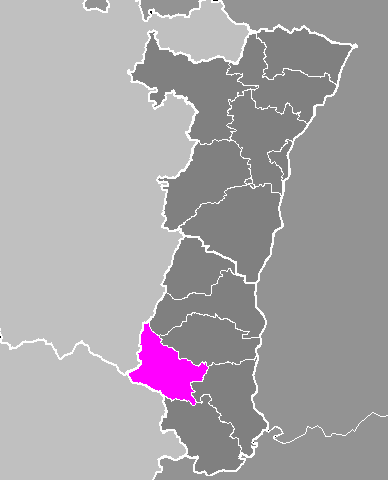
Localització del Districte de Thann

## Cantons
- cantó de Cernay
- cantó de Masevaux
- cantó de Saint-Amarin
- cantó de Thann